# Hatchet (franquia)
Hatchet (bra: Terror no Pântano) é uma franquia de comédia de terror norte-americana que consiste em quatro filmes baseados nos subgêneros slasher e gore. Surgiu a partir do longa-metragem homônimo, escrito e dirigido por Adam Green e lançado em 2006. A série, que também inclui histórias em quadrinhos e um romance, é centrada no assassino sobrenatural Victor Crowley, bem como nas mortes brutais perpetradas por esse personagem.

## Filmes
| Ano  | Título         | Diretor(es)     | Escritor(es) | Produtor(es)                                      | Ref.  |
| ---- | -------------- | --------------- | ------------ | ------------------------------------------------- | ----- |
| 2006 | Hatchet        | Adam Green      | Adam Green   | Scott Altomare, Sarah Elbert, Cory Neal           | [ 2 ] |
| 2010 | Hatchet II     | Adam Green      | Adam Green   | Cory Neal, Sarah Elbert, Derek Curl               | [ 3 ] |
| 2013 | Hatchet III    | B. J. McDonnell | Adam Green   | Cory Neal, Sarah Elbert, Travis Zariwny           | [ 4 ] |
| 2017 | Victor Crowley | Adam Green      | Adam Green   | Adam Green, Will Barratt, Sarah Elbert, Cory Neal | [ 5 ] |

### Visão geral
A série foi criada pelo cineasta independente Adam Green e consiste em quatro filmes, sendo os três primeiros idealizados como uma única história. Em Hatchet, que estreou mundialmente em 2006 no Festival de Cinema de Tribeca e nos cinemas dos Estados Unidos em 2007, um grupo de turistas participa de um passeio por Honey Island, um pântano mal assombrado de Nova Orleans. Eles ficam perdidos na selva e são brutalmente assassinados pelo monstruoso Victor Crowley, que se acreditava ser uma lenda urbana local sobre um garoto deformado acidentalmente morto pelo pai. Hatchet II (2010) segue Marybeth Dunston, a única sobrevivente do massacre, voltando ao pântano no dia seguinte junto a um grupo de caçadores dispostos a destruir Crowley definitivamente; com exceção de Marybeth, todos são dizimados.
Em Hatchet III (2013), Marybeth derrota Crowley momentaneamente, retorna à cidade ao amanhecer e chega à delegacia de polícia, onde é considerada suspeita pelos assassinatos anteriores e fica presa sob custódia. Policiais, socorristas e uma equipe da SWAT são enviados a Honey Island, onde são vitimados pela criatura. Marybeth vê-se forçada a confrontar Crowley mais uma vez. Filmado em segredo e lançado em 2017, Victor Crowley tem seu enredo focado no retorno do sobrevivente Andrew Yong ao local da matança, uma década após os eventos do primeiro filme; Crowley ressurge e o horror é instaurado novamente. Em 2018, Green revelou planos para a produção de um quinto filme, o qual seria o primeiro a mostrar o vilão em um novo cenário, deixando o pântano para trás. Em 2020, o cineasta assegurou que novos longas seriam lançados, enquanto Danielle Harris (intérprete de Marybeth) revelou que mais dois filmes deveriam ser feitos, ambos filmados simultaneamente.

### Elenco
Nos filmes há várias participações especiais e breves aparições de atores conhecidos do cinema de horror, slasher e comédia de terror. Victor Crowley é interpretado por Kane Hodder, que desempenhou o papel de Jason Voorhees na franquia Friday the 13th, enquanto a heroína Marybeth é vivida por Danielle Harris (Jamie Lloyd em Halloween), considerada uma "rainha do grito". O elenco também inclui Robert Englund (Freddy Krueger em A Nightmare on Elm Street), Tony Todd (Candyman no filme homônimo), Joshua Leonard (The Blair Witch Project), R.A. Mihailoff (Leatherface em Leatherface: Texas Chainsaw Massacre III), Zach Galligan (Billy Peltzer em Gremlins), Caroline Williams (Stretch em The Texas Chainsaw Massacre 2), Derek Mears (Jason Voorhees na versão de 2009 de Friday the 13th), Tyler Mane (Michael Myers na refilmagem de 2007 de Halloween), Felissa Rose (Angela em Sleepaway Camp) e Tiffany Shepis, conhecida de várias produções de terror independentes.
Entre os muitos personagens que já participaram dos filmes da franquia, a maioria teve uma única aparição. Entretanto, alguns protagonistas como Marybeth e Andrew Yong estiveram presentes em mais de uma produção. O antagonista Victor Crowley apareceu em todos os longas da cinessérie até agora. Além disso, há atores que desempenharam diferentes papéis no mesmo filme ou em longas distintos. A tabela a seguir mostra alguns dos personagens e intérpretes recorrentes ao longo dos quatro filmes.
| Personagem                         | Filmes              | Filmes              | Filmes            | Filmes          | Notas                            | Ref.   |
| Personagem                         | Hatchet             | Hatchet II          | Hatchet III       | Victor Crowley  | Notas                            | Ref.   |
| Personagem                         | 2006                | 2010                | 2013              | 2017            | Notas                            | Ref.   |
| ---------------------------------- | ------------------- | ------------------- | ----------------- | --------------- | -------------------------------- | ------ |
| Victor Crowley / Thomas Crowley    | Kane Hodder         | Kane Hodder         | Kane Hodder       | Kane Hodder     |                                  | [ 19 ] |
| Marybeth Dunston                   | Tamara Feldman      | Danielle Harris     | Danielle Harris   | Danielle Harris | Breve aparição em Victor Crowley | [ 20 ] |
| Ben                                | Joel Moore          |                     | Joel Moore        |                 | Breve aparição em Hatchet III    | [ 21 ] |
| Reverendo Zombie                   | Tony Todd           | Tony Todd           |                   | Tony Todd       | Breve aparição em Victor Crowley | [ 22 ] |
| Shawn / Justin / Andrew Yong       | Parry Shen          | Parry Shen          | Parry Shen        | Parry Shen      |                                  | [ 23 ] |
| Misty                              | Mercedes McNab      | Mercedes McNab      |                   |                 | Breve aparição em Hatchet II     | [ 24 ] |
| Jenna                              | Joleigh Fioreavanti | Joleigh Fioreavanti |                   |                 | Breve aparição em Hatchet II     | [ 24 ] |
| Jack Cracker                       | John Carl Buechler  | John Carl Buechler  |                   |                 |                                  | [ 25 ] |
| Victor Crowley (jovem) / Dougherty | Rileah Vanderbilt   | Rileah Vanderbilt   | Rileah Vanderbilt |                 |                                  | [ 26 ] |

### Recepção

#### Bilheteria
Hatchet, cujo orçamento foi estimado em 1 500 000 dólares, teve lançamento limitado nos Estados Unidos em 7 de setembro de 2007, arrecadando 175 281 dólares de bilheteria doméstica e 65 115 internacionalmente, obtendo uma receita mundial de 240 396 dólares. A produção rendeu maior retorno financeiro quando foi disponibilizada em mídia doméstica, com uma arrecadação total estimada em 8 995 644 dólares. Hatchet II, lançado no território estadunidense em 1 de outubro de 2010, obteve 52 604 dólares em seu fim de semana de estreia; em outros países, alcançou uma bilheteria de 103 586 dólares, resultando em 156 190 dólares arrecadados mundialmente. Não foram divulgadas informações suficientes sobre orçamento e bilheteria de Hatchet III e Victor Crowley, lançados respectivamente em 14 de junho de 2013 e 22 de agosto de 2017 em cinemas selecionados dos Estados Unidos. O quarto filme arrecadou cerca de 539 785 dólares em vendas de vídeo doméstico.

#### Crítica
Os longas-metragens da franquia receberam, em sua maioria, críticas mistas ou negativas. No agregador de críticas cinematográficas Rotten Tomatoes, o quarto filme é o que apresenta a maior taxa de aprovação (67% com base em 15 resenhas de veículos especializados), enquanto Hatchet II obteve a pior recepção (42% de aprovação com base em 36 resenhas). Hatchet e Hatchet III obtiveram, respectivamente, 55% (49 resenhas) e 57% (23 resenhas) de aprovação. No agregador Metacritic, que atribui uma avaliação geral de 0 a 100 a partir de opiniões de críticos profissionais, o longa-metragem original recebeu a nota 57, ao passo que o segundo filme recebeu 49, ambas as pontuações indicando "críticas mistas ou medianas"; ao terceiro longa foi atribuída a nota 25, a qual indica "críticas predominantemente desfavoráveis".

## Mídia relacionada

### Mídia doméstica
Nos Estados Unidos, o filme original foi lançado em DVD pela Anchor Bay Entertainment em 18 de dezembro de 2007 e no formato Blu-ray em 7 de setembro de 2010. Hatchet II, por sua vez, teve seu lançamento em DVD e Blu-ray em 1 de fevereiro de 2011, com distribuição da MPI Media Group. Ambos os filmes foram disponibilizados em duas versões: o corte editado para os cinemas e a versão original do diretor, sem indicação de classificação etária; a versão do diretor apresenta minutos a mais de sequências sangrentas de morte que tiveram de ser censuradas, a pedido da Motion Picture Association, para a exibição nos cinemas. As edições apresentam como material bônus faixas de comentários em áudio com o elenco e equipe, trailers, making-of, documentários especiais sobre as produções, entre outros recursos.
Hatchet III foi liberado pela Dark Sky Films em serviços de vídeo sob demanda em 14 de junho de 2013, simultaneamente ao lançamento limitado do longa nos cinemas dos Estados Unidos. Em 13 de agosto do mesmo ano, foi disponibilizado em DVD e Blu-ray, também em versão editada e integral, assim como seus antecessores. A Dark Sky também realizou o lançamento simultâneo de Victor Crowley em serviços de vídeo sob demanda, plataformas digitais, Blu-ray e DVD em 6 de fevereiro de 2018. Além disso, o quarto filme foi disponibilizado em julho de 2018 numa edição especial e limitada em VHS voltada para colecionadores entusiastas desse formato de vídeo.

### Quadrinhos
A partir de 2017, a ArieScope Pictures, em parceria com a editora American Mithology, lançou algumas séries de histórias em quadrinhos inspiradas no universo da franquia. O primeiro lançamento, Adam Green's Hatchet, foi publicado em três edições e apresentou ilustrações de James Kuhoric e Andrew Mangum, artista que já trabalhou numa série em quadrinhos derivada da cinessérie de terror Puppet Master, e as capas incluem a arte de Greg LaRocque, desenhista da revista The Flash. Entre 2018 e 2021, foi publicada a minissérie de três edições Hatchet: Vengeance, cujo enredo é centrado no confronto entre Victor e outro monstro do pântano.
Histórias escritas e ilustradas por diferentes autores foram reunidas na forma de antologia em comic books comemorativos do dia das bruxas, intitulados coletivamente como Victor Crowley's Hatchet Halloween Tales, cujas edições começaram a ser publicadas anualmente a partir de outubro de 2019; esses lançamentos contam ainda com diversas atividades de passatempo temáticas da data no estilo da série. Em julho de 2021, Victor Crowley retornou aos quadrinhos em Adam Green's Hatchet: Unstoppable Horror, uma one-shot de 32 páginas apresentando três novos contos de terror que destacam "a natureza sobrenatural e imparável" do personagem.

### Romance
Paralelamente à divulgação de Victor Crowley, Green e o escritor Joe Knetter transformaram o livro fictício I, Survivor, que é visto no filme como a autobiografia do protagonista Andrew Yong (Parry Shen), em um romance real. A obra começou a ser comercializada a partir de junho de 2018 em formato audiolivro condensado no aplicativo Apple Books e posteriormente em brochura em lojas como Amazon.com e Barnes & Noble. Também foi lançada na versão digital e como um audiolivro lido pelo próprio Shen interpretando Andrew. Segundo os autores, o produto foi inicialmente planejado como um simples tie-in da cinessérie, no entanto, eles logo perceberam no projeto uma oportunidade de transformar o personagem "em uma pessoa real ao humanizar sua história de uma forma que um filme simplesmente não consegue".